# Believe (píseň, Dima Bilan)
Believe (Věř) je píseň, se kterou ruský zpěvák Dima Bilan v roce 2008 vyhrál Eurovision Song Contest se ziskem 272 bodů.
Píseň zkomponovali Jim Beanz a Dima Bilan. 20. května 2008 jí Bilan zpíval v prvním semifinále soutěže a díky hlasům diváků postoupila do finále, kde jí 24. května 2008 zazpíval jako 24. z 25 písní.
Součástí představení písně byla krasojízda ruského krasobruslaře Jevgenije Pljuščenka a doprovod maďarského skladatele a houslisty Edvina Martona na stradivárkách Antonio.
Dima Bilan také reprezentoval Rusko na Eurovizi v roce 2006 s písní „Never Let You Go“, s kterou získal druhé místo.

## Nasazení písničky Believe
Ruská vydání
1. Believe (rádiová verze)
2. Believe (s houslemi)
3. Believe (s houslemi, karaoke)
4. Believe (verze v ruštině - Все в твоих руках - Vše je v tvých rukou)
5. Believe (verze v ruštině, karaoke)
6. Believe (videoklip)

Německá vydání
1. Believe (verze Eurovize)
2. Believe (rádiová verze)
3. Believe (ruská verze)
4. Believe (videoklip)

Belgická vydání
1. Believe (rádiová verze) – 3:17
2. Believe (ruská verze) – 3:17
3. Believe (španělská verze) – 3:17
4. Believe (videoklip) – 4:03

## Historie uvedení

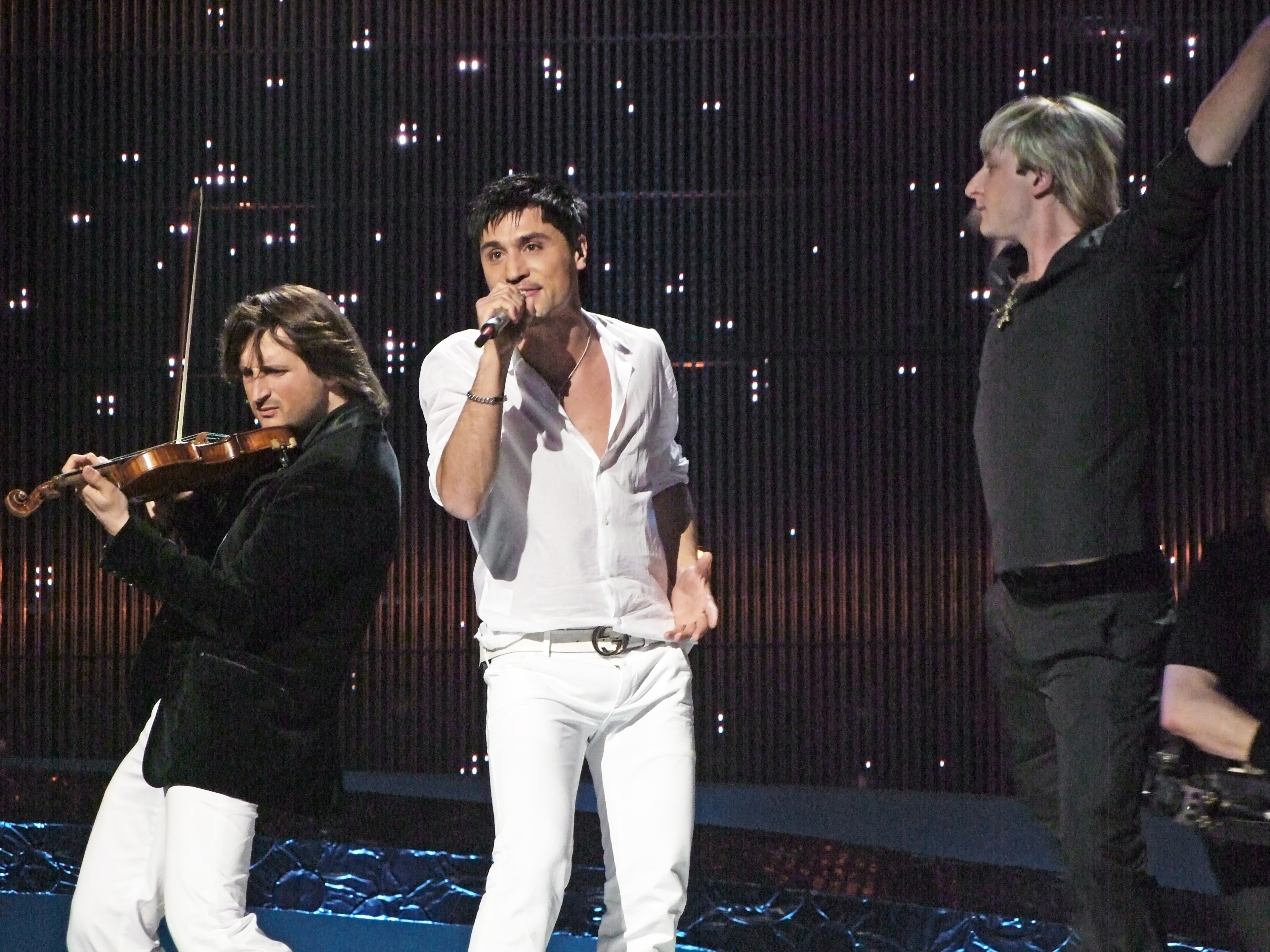
Reprodukce písně na Velké ceně Eurovize 2008, Edvin Marton (housle), Dima Bilan (zpěv) a Jevgenij Pljuščenko (tanec/krasobruslení).

| Stát    | Datum             |
| ------- | ----------------- |
| Rusko   | 26. května 2008   |
| Německo | 6. června 2008    |
| Belgie  | 7. července 2008  |
| Dánsko  | 16. července 2008 |
| Finsko  | 16. července 2008 |
| Norsko  | 16. července 2008 |
| Švédsko | 16. července 2008 |

## Žebříčky
| Žebříček (2008)                       | Pozice |
| ------------------------------------- | ------ |
| Greek Billboard Singles Chart (Řecko) | 9      |
| Latvian Airplay Chart (Lotyšsko)      | 2/17   |
| Russian Airplay Chart (Rusko)         | 1      |
| Swedish Singles Chart (Švédsko)       | 28     |
| German Singles Chart (Německo)        | 52     |